# Königlich Bayerisches 9. Infanterie-Regiment „Wrede“
Das 9. Infanterie-Regiment „Wrede“ war ein Verband der Bayerischen Armee mit Friedensstandort in Würzburg.

## Geschichte

### Aufstellung
Das Regiment wurde am 21. März 1803 gemäß Allerhöchster Entschließung in Bamberg aufgestellt. Das I. Bataillon wurde aus dem rheinpfälzischen Infanterie-Regiment „Graf von Ysenburg-Büdingen“, das II. Bataillon aus dem Fürstbischöflich-Bambergischen Infanterie-Bataillon errichtet. Zum ersten Inhaber des Regiments wurde Generalleutnant Georg August Graf von Ysenburg-Büdingen ernannt. Der erste Oberstkommandant war Oberst Justus Heinrich von Siebein, der am 1. November 1805 das Kommando an Oberst Karl von Vincenti übergab. Am 27. März erhielt das Regiment die Bezeichnung Infanterie-Regiment „Graf von Ysenburg“, ab 27. März 1804 wurde es in 9. Linien-Infanterie-Regiment „Graf von Ysenburg“ umbenannt. Im selben Jahr nahm es 41 Mann des preußischen Infanterieregiments „von Unruh“ auf. Gemäß Allerhöchsten Entschlusses vom 4. Juni 1804 sollte das Regiment „überhaupt nur zwei Fahnen besitzen, eine gestickte Fahne als Leibfahne und eine blau geweckte Fahne sei sofort zu übersenden. Die noch vorhandenen vier gemalten Fahnen sollten als Leibfahnen angesehen und verwendet werden.“ Die beiden neuen Fahnen wurden am 27. Juli 1804 übergeben.

### Koalitionskriege
Während des Feldzugs 1805 gegen Österreich war das Regiment als Besatzung in Tirol eingesetzt. Es war ab 27. September 1805 in zwei Bataillone zu je einer Grenadierkompanie und drei Füsilierkompanien gegliedert.
Im Feldzug 1807 gegen Preußen marschierte das Regiment quer durch Preußen bis Anklam–Greifswald–Insel Rügen; es kam aber nicht zu bemerkenswerten Kampfhandlungen.
Im Krieg gegen Österreich 1809 trat das Regiment mit zwei Bataillonen zu je einer Grenadierkompanie und vier Füsilierkompanien in einer Stärke von 1800 Gewehren an. Es war der 1. Brigade (von Siebein) der 3. Division (von Deroy) unterstellt. Im April 1809 war das Regiment an den Gefechten bei Landshut, Abensberg und Eggmühl beteiligt und nahm am 23. April Regensburg ein, ohne besondere Gefechtshandlungen durchzuführen. Am 4. Juli 1809 nahm es beim Gefecht am Kieserbach neun Tiroler gefangen. In der Schlacht am Bergisel am 12./13. August 1809 verdiente sich Unterleutnant Ludwig Freiherr von Künsberg für seine dort erbrachten militärischen Leistungen das Ritterkreuz des Militär-Max-Joseph-Ordens. Das Regiment verblieb bis 1810 in der Umgebung von Hall.

### Feldzug gegen Russland 1812
Das Regiment trat mit 1600 Gewehren unter dem Kommando der 1. Brigade (von Siebein)/I. Armeekorps (von Deroy) an. In der Schlacht bei Polozk am 17./18. August 1812 fiel ein Offizier und der Oberstkommandant Peter de La Motte und sieben weitere Offiziere wurden verwundet. Die Verluste unter den Unteroffizieren und Mannschaften in dieser Schlacht sind nicht zu ermitteln. Sie starben meist an Krankheit, Hunger und Kälte. Am 30. September 1812 wurde Oberst Friedrich von Treuberg zum Oberstkommandanten ernannt. Am 24. Oktober 1812 war das Regiment noch zwei Kompanien stark, insgesamt 167 Mann. Zudem gingen alle Fahnen des Regiments verloren. Während des Rückzugs über Wilna nach Plozk wurden dort 4300 Mann Ersatz auf die Bayerische Armee verteilt. Am 10. April 1813 kam es zu einem Gefecht mit Kosaken bei Rothenburg. Am 18. April 1813 kehrte das Regiment nach Bamberg zurück. Das II. Bataillon wurde aufgestellt, aus dem anschließend mit dem II. Bataillon des 10. Infanterie-Regiments das Regiment „von Rummel“ errichtet wurde, welches der 2. französischen Brigade (Generalmajor Maillot)/dem XII. französischen Armeekorps (Marschall Oudinot) unterstellt wurde. Im Mai 1813 erlitt das II. Bataillon einige Verluste durch Artilleriefeuer bei Bautzen (20. Mai) und durch kleine Scharmützel bei Hoyerswerda (28. Mai). In der Schlacht bei Dennewitz am 6. September 1813 wurden fünf Offiziere, darunter der Bataillonsführer Major von Treuberg, und eine Anzahl Soldaten verwundet und viele Bataillonsangehörige gerieten in Gefangenschaft. Dazu verlor das Bataillon zwei Haubitzen und vier Kanonen.

### Feldzug gegen Frankreich 1813/15
Am 24. Oktober 1813 wurde in Würzburg das I. Bataillon (sechs Kompanien) mit 822 Gewehren der 2. Brigade (Generalmajor Deroy)/3. Division (Generalleutnant de la Motte) unterstellt und rückte auf Hanau vor. Am 30. Oktober 1813 nahm es an der Schlacht bei Hanau teil und musste neun Gefallene, 131 Verwundete und 28 Vermisste hinnehmen. Am 23. Dezember 1813 erbeutete das Regiment im Fort Kandscron vier Mörser, sieben Kanonen und zwei Haubitzen. Am 10. Januar 1814 kämpfte das Regiment bei St. Dié ausgesprochen erfolgreich, so dass der Oberstkommandant Oberst Friedrich Freiherr von Treuberg mit dem Ritterkreuz des Militär-Max-Joseph-Ordens ausgezeichnet wurde. Im Februar 1814 marschierte es in Richtung Paris, ohne dass es in schwere Kämpfe verwickelt wurde. Lediglich in der Schlacht von Arcis-sur-Aube am 20./21. März 1814 fielen ein Offizier und mehrere Mannschaften; einige Soldaten wurden verwundet. Am 2. April 1814 nahm es am Einmarsch in Paris teil. Im Jahre 1815 marschierte das Regiment, kam jedoch nirgendwo zum Einsatz.
Nach dem Tode Graf Ysenburgs am 21. November 1822 hieß das Regiment 9. Linien-Infanterie-Regiment „vacant Graf von Ysenburg“. Am 12. März 1824 wurde Generalmajor Maximilian Herzog in Bayern zum Inhaber des Regiments, das zugleich in 9. Linien-Infanterie-Regiment „Herzog Maximilian“ wurde. Zum 20. Januar 1830 verlor es die Bezeichnung „Herzog Maximilian“ und hieß nur 9. Linien-Infanterie-Regiment. Am 29. April 1831 wurde Feldmarschall Fürst von Wrede Inhaber des Regiments, das am selben Tage in 9. Linien-Infanterie-Regiment „Wrede“ umbenannt wurde, und zwar mit der Anordnung, dass das Regiment auch künftig den Namen „Wrede“ zu führen habe. Ab 28. Oktober 1835 hieß es Infanterie-Regiment „Wrede“. Am 20. April 1848 rückten in Mannheim die 2. und 3. Kompagnie zur Entwaffnung von Rebellen aus. Am 25. April 1848 wurde das III. Bataillon in Würzburg aufgestellt. Einen Tag danach, am 26. April 1848, erhielt das Regiment seine endgültige Bezeichnung 9. Infanterie-Regiment „Wrede“. Ab dem 10. Juli 1848 musste es gegen Unruhestifter und Rebellen des 6. und 14. Infanterie-Regiments sowie gegen die Freischar „Blenker“ vorgehen. Im Mai 1849 kam es zu einer Meuterei der 3. Kompagnie, in deren Zusammenhang insgesamt 300 Mann des Regiments desertierten.
Von 24. Oktober 1850 bis 1. Januar 1851 wurde das I. Bataillon in den Raum Fulda nach Kurhessen beordert, das II. und III. Bataillon nach Hof zum dortigen Grenzschutz. Zum 1. Oktober 1851 wurden drei Füsilierkompanien, am 15. November 1856 die 3. Grenadierkompanie aufgelöst, welche am 24. April 1859 wieder errichtet wurden. Am 20. Mai 1863 wurde Oberst Maximilian Aldoßer das Kommando über das Regiment übertragen.

### Krieg gegen Preußen 1866
Das Regiment trat im Deutschen Krieg mit dem I. und II. Feld-Bataillon in Stärke 48 Offiziere, 145 Unteroffiziere, 18 Spielleute, ca. 1500 Mannschaften, sieben Trainsoldaten und zwei Ärzte an. Es wurde der 8. Brigade (Generalmajor von Cella)/4. Division (Generalleutnant Ritter von Hartmann) unterstellt. Zur Feuertaufe des Regiments in den Scharmützeln bei Immelborn am 2./3. Juli 1866 wurde der Oberstkommandant Oberst Aldoßer verwundet. Am 4. Juli musste es bei Roßdorf an Gefallenen drei Offiziere und vierzehn Mann, an Verwundeten drei Offiziere und 98 Mann sowie an Vermissten zehn Mann hinnehmen. In der Schlacht bei Kissingen am 10. Juli erlitt das III. Bataillon einige Verluste (vier Gefallene, zwanzig Verwundete, 65 Mann in Gefangenschaft). Tags darauf kam es bei Oerlenbach zu einem Zusammenstoß mit preußischen Truppen, bei dem zwei Mann verwundet sowie ein Offizier mit 47 Mann gefangen genommen wurde. Am 26. Juli war das Regiment an den letzten Gefechten des Krieges bei Uettingen, Roßbrunn und Hettstadt beteiligt (insgesamt 54 Mann gefallen, verwundet oder gefangen). Mit der Beschießung der Festung Marienberg durch preußische Artillerie am 27. Juli musste zum Ende des Krieges noch ein Offizier des IV. Bataillons sein Leben lassen, drei Mann (IV. Bataillon und V. Reserve-Bataillon) wurden verwundet.
Nach dem Krieg wurde am 17. August 1866 Joseph Maillinger zum Oberstkommandanten ernannt, der am 1. Februar 1870 das Kommando an Baptist von Heeg übergab.

### Deutsch-Französischer Krieg1870/71
Das Regiment trat mit 62 Offizieren, vier Ärzten, drei Quartiermeistern sowie 2160 Unteroffizieren und Mannschaften den Frankreichfeldzug an. Es war der 7. Brigade (Generalmajor von Thiereck)/4. Division (Generalleutnant Graf von Bothmer) unterstellt.
Seine Feuertaufe erhielt das Regiment in der Schlacht bei Weißenburg am 4. August 1870, wo es Verluste an drei Gefallene und zwanzig Mann als Verwundete erlitt.
Es war an der Schlacht bei Wörth am 6. August 1870 beteiligt. Dabei fielen fünf Offiziere, zwei Unteroffiziere und 22 Mann. Acht Offiziere und 223 Mann wurden verwundet, darunter der spätere Generalmajor Maximilian von Parseval, Kommandeur des 2. Bataillons. 46 Mann wurden vermisst.
Bei Marsal hatte das Regiment am 14. August 1870 keine Verluste, vielmehr verrichtete es Aufräumarbeiten. Es nahm 16 französische Offiziere sowie 350 Mann gefangen und erbeutete 60 Geschütze und 3000 Gewehre. Während der Gefechte bei Toul vom 12. bis 28. August 1870 erhielt das Regiment drei Offiziere und 391 Mann Ersatz. Vom 19. September 1870 bis 29. Januar 1871 war es im Belagerungsring um Paris eingesetzt. Während dieser Zeit verlor es an Gefallenen einen Offizier und zehn Mann, an Verwundeten einen Offizier und 32 Mann.
Die Gesamtverluste während des Deutsch-Französischen Kriegs betrugen
- an Gefallenen und an Verwundungen Verstorbenen: acht Offiziere, vier Unteroffiziere und 32 Mann;
- an Vermissten: 22 Mann sowie
- an Krankheiten Verstorbenen: sechs Unteroffiziere und 92 Mann.

### Erster Weltkrieg

#### 1914
Das Regiment trat am 1. August 1914 in Stärke 70 Offiziere, 3.100 Mann und 235 Pferde in Frankreich an. Es war der 7. Infanterie-Brigade/4. Infanterie-Division/II. Armee-Korps/6. Armee unterstellt. Zunächst war das Regiment bis 19. August 1914 als Grenzwacht eingesetzt. In der Schlacht von Lothringen vom 20. bis 22. August 1914 stieß es von der Linie Armsdorf – Landorf bis zum Rhein-Marne-Kanal vor (ca. 50 km). Allein in diesen drei Gefechtstagen erlitt es Verluste an Gefallenen sechs Offiziere, sieben Unteroffiziere und 135 Mann, an Verwundeten neun Offiziere und 471 Mann sowie an 22 Vermissten. Bis zum 24. August überschritten Teile des Regiments die Mortagne, als das französische 64. und 74. Reservekorps sowie das XV. und XVI. Korps die vorn eingesetzten Truppenteile frontal angriff. Das Regiment wurde daher wieder hinter den Fluss zurückgenommen und ging südlich Lunéville in Stellung, die es bis 14. September hielt. Dabei fielen sieben Offiziere und 35 Mann, vierzehn Offiziere und 339 Mann wurden verwundet sowie 35 Mann vermisst. Der Kommandeur des I. Bataillons, Major Maximilian Braun, bekam für seine Verdienste während der Schlacht in Lothringen am 29. August 1914 das Ritterkreuz des Militär-Max-Joseph-Ordens verliehen. Am 29. August 1914 rettete Sergeant Richard Kunz von der 9. Kompanie im Gefecht bei Mont die Fahne des III. Bataillons. Er musste sich trotz Verwundung am Oberarm, während er sich zu den eigenen Linien durchschlug, zweimal mit der Fahne eingraben, um nicht den nachdrängenden Franzosen in die Hände zu fallen. Am 30. August 1914 trafen aus Würzburg 395 Mann Ersatz ein. Am 5. September 1914 gelang es dem Kompaniechef der 11. Kompanie, Oberleutnant Lukas Kaufmann, unter starkem Feindfeuer Munition nach vorn zu bringen, damit die Verwundeten zu bergen, die Bataillonsfahne sowie die vier Maschinengewehre retten. Hierfür wurde er mit dem Ritterkreuz des Militär-Max-Joseph-Ordens ausgezeichnet. Am 14. September 1914 das Regiment aus der Front herausgezogen und an die Somme verlegt. Am 16. September nahm es Ersatz von drei Offizieren und 450 Mann auf. Kaum am 26. August bei Manancourt angekommen, wurde es von Sailly aus über Morval und Lesboeufs und sein II. Bataillon zusammen mit dem 2. Jäger-Bataillon über Transloy gegen Teile von drei die linke Flanke des I. Armeekorps angreifenden französischen Territorialdivisionen geworfen und konnte diese zerschlagen. Hierbei verlor es 265 Gefallene, 441 Verwundete und 58 Vermisste. Ab dem 12. Oktober 1914 erstarrte die Front zum Stellungskrieg. Das Regiment wurde am 30. Oktober 1914 aus dem Somme-Abschnitt herausgelöst und nördlich Comines verlegt. Nach Eintreffen stieß es noch bis über die Höhen bei Zandvoorde vor. Die nächsten Tage brachten trotz aller Anstrengung und Opfer nur noch  -weise Fortschritte, so dass das Regiment am 14. November bei Klein Zillebeke den weiteren Vormarsch abbrechen und in die Verteidigung übergehen musste. Die Kämpfe kosteten dem Regiment an Gefallenen zwölf Offiziere, 49 Unteroffiziere und 389 Mann. Hinzu kommen an Verwundeten 18 Offiziere, darunter der Regimentskommandeur, und 484 Mann sowie 120 Vermisste. Das Regiment marschierte schon mit hohen Ausfällen an kampferprobten Führungskräften an, aber der Angriff auf Ypern verschlechterte Lage bei den Führern noch erheblich. Am 8. November 1914 wurden das I. und III. Bataillon von Oberleutnants (eigentlich Oberstleutnante/Majore) geführt, vier Kompanien von Leutnants der Reserve (sog. Einjährige), drei Kompanien von Offizierstellvertreter und fünf Kompanien von Unteroffizieren. Am 10. November 1914 trafen vom Ersatz-Bataillon nur zwei Offiziere und 455 Mann ein. Ab dem 25. November 1914 grub sich das Regiment in Flandern ein. Ende 1914 erhielt es nochmals drei Offiziere und 292 Mann Ersatz.

#### 1915
Anfang 1915 gab das Regiment seine Fahnen über die Division an die Zeughausverwaltung ab, da erkannt wurde, dass die Fahne im modernen Gefecht nicht mehr zeitgemäß war. Während der Grabenkämpfe gelang es dem Regiment, am 20. März 1915 ein englisches Flugzeug abzuschließen und die beiden Piloten gefangen zu nehmen. Am 22. März 1915 wurde Oberstleutnant Anton Staubwasser zum Regimentskommandeur ernannt. Bis zum Herbst 1915 verlor das Regiment in knapp einem Jahr Stellungskrieg an Gefallenen vier Offiziere, 27 Unteroffiziere und 454 Mannschaften, erhielt im Laufe des Jahres 41 Offiziere und 3039 Mannschaften als Ersatz und war wieder in voller Gefechtsstärke aufgestellt. Wegen eines Einbruchs englischer Truppen beim VII. und VI. Armeekorps bei Hulluch und Loos wurden am 25. September 1915 der Regimentsstab und je zwei Kompanien des II. und III. Bataillons sowie jeweils das III. Bataillon des 17. und das I. Bataillon des 18. Infanterie-Regiments zu einem zusammengesetzten Regiment unter Oberstleutnant Staubwasser errichtet, welches der preußischen 14. Infanterie-Division am linken Flügel des VII. Armeekorps zu Hilfe kommen sollte. Es hatte den Auftrag, die Fosse 8 und das verloren gegangene Hohenzollernwerk wieder zu nehmen. Nach sechstägigen Ringen gegen die äußerst tapfer kämpfenden Engländer, die ihre vollkommen zerschossenen Stellungen mit Einsatz von massivem Artilleriefeuer und Gasangriffen bis zuletzt verteidigten, konnte das Hohenzollernwerk wieder genommen werden. Hierfür erhielt Oberstleutnant Staubwasser das Ritterkreuz des Militär-Max-Joseph-Ordens. Allerdings fielen dabei drei Offiziere, 18 Unteroffiziere und 140 Mann, fünf Offiziere wurden verwundet (Zahlen bei Unteroffiziere und Mannschaften sind nicht bekannt). Das zusammengesetzte Regiment wurde bis 23. Oktober 1915 vom gesamten II. Armee-Korps abgelöst und das 9. Infanterie-Regiment wurde in Französisch-Flandern eingesetzt. In der Zeit, als Oberstleutnant Staubwasser abwesend war, führte Oberst Steinhauser die bei der 4. Infanterie-Division verbliebenen Teile des Regiments.

#### 1916
Im Jahr 1916 wurden die 2. und 3. M.G.-Kompanie aufgestellt. Am 29. April 1916 wurde das Regiment durch einen Gasangriff überrascht, wo sechs Offiziere und 230 Mann vergiftet wurden, von denen 30 Mann die Gasverletzungen nicht überlebten. Bis zum 23. Juni 1916 musste das Regiment an Toten drei Offiziere, 36 Unteroffiziere und 390 Mann hinnehmen. Über die Verwundeten sind kaum Angaben vorhanden. Als Ersatz erhielt es 19 M.G.-Schützen, zwölf Krankenträger und drei Mann. Nach einem 14-tägigen Einsatz an der Somme kehrte das Regiment nochmals nach Französisch-Flandern zurück. Den Verlusten (sechs Tote, 47 Verwundete) nach war es dort nicht in größere Gefechte verwickelt. Am 17. Juni 1916 übernahm Oberstleutnant Wilhelm Freiherr von Freyberg das Kommando über das Regiment. Am 25. August 1916 kehrte das Regiment an die Somme bei Flers zurück. Nach zweiwöchiger Artillerievorbereitung griffen am 15. September 1916 die Engländer, zum ersten Mal mit Tanks begleitet, die vorn noch übrigen Überlebenden an, überrannten die Front und konnten im Abschnitt des Regiments einen 3 km tiefen Einbruch erzielen. Dabei musste es die Ortschaft Flers aufgeben und konnte erst vor den Höhen von Gueudecourt eine Auffanglinie aufbauen. Während dieser Kämpfe wurde das Regiment schwer dezimiert (Gefallene 13 Offiziere und 182 Mann, Verwundete 20 Offiziere und 776 Mann, Vermisste 20 Offiziere und 540 Mann, davon waren vermutlich die meisten tot oder wurden gefangen). Als Ersatz kamen nur 45 Mann zum Regiment. Am 22. September 1916 wurde Oberstleutnant Rudolf Plötz zum Regimentskommandeur ernannt. Über den Winter 1916/17 war es wieder in Flandern eingesetzt und verblieb dort.

#### 1917
In Flandern musste das Regiment immer wieder Gefallene (149 Mann) und Verwundete hinnehmen. Ab dem 27. Mai 1917 wurde das Regiment südlich der Douve am Wytschaete-Bogen an die Front geworfen. Am 7. Juni 1917 sprengten die Briten die Minen in der Schlacht bei Messines unter die vorderen Linien vorgetriebenen Minenstollen, so dass das vorn eingesetzte Bataillon nahezu vollständig verschüttet wurde. Unverzüglich nach den Sprengungen stürmten die Briten vor, wurden jedoch an der 2. und danach an der Sehnen-Stellung von den verbliebenen Bataillonen des Regiments blutig zurückgeschlagen. Am 12. Juni wurde es nach Audenaarde herausgezogen, jedoch bald danach gegenüber Armentières eingesetzt. Bis 21. Juli 1917 hatte es während dieser Kämpfe schwerste Verluste an Gefallenen (sieben Offiziere und 127 Mann), Verwundeten (elf Offiziere und 442 Mann) sowie Vermissten (zehn Offiziere und 353 Mann) hinnehmen müssen. Am 26. Juli 1917 wurde Oberst Karl Jaud zum Regimentskommandeur ernannt. Das Regiment wurde, zunächst als Reserve der Gruppen „Dixmude“ und „Ypern“ eingesetzt, am 26. September 1917 zum Gegenangriff gegen eingebrochene englische Kräfte bei Passchendaele angesetzt und konnte am 4. Oktober 1917 die Engländer bis Broodseynde zurückwerfen. Dies kostete dem Regiment an Gefallenen vier Offiziere und 91 Mann, an Verwundeten 16 Offiziere und 575 Mann sowie 20 Vermisste. Am 7. Oktober 1917 wurde das Regiment herausgenommen und durch ein Regiment der 11. Infanterie-Division abgelöst. Es bezog am 14. Oktober 1917 Stellung auf der Linie Remeneauville – Regniéville – Fey en Haye und konnte sie bis 31. März 1918 halten.

#### 1918
Im Jahr 1918 wurde die Minenwerfer-Kompanie sowie der Regiments-Nachrichtenzug und die Bataillons-Nachrichtenzüge aufgestellt. Im Rahmen der Georgsschlacht (9. bis 29. April 1918) kam das Regiment am 26. April 1918 über Dranoutre bis Locrehof bei Locre. Es hätte sich jetzt die Möglichkeit zu einem Stoß in die Tiefe ergeben, aber aufgrund der schwierigen Geländeverhältnisse blieb die Artillerie zurück und die Einheiten vermischten sich, so dass der Kommandeur der 4. Infanterie-Division entschied, den Erfolg am folgenden Tage fortzusetzen. Die Engländer und Franzosen warfen über Nacht neue Kräfte an die Front und gingen nun ihrerseits zum Angriff über. Das Regiment wies zwar die wütenden Attacken zurück, aber an eine Wiederaufnahme des Vormarsches war nicht mehr zu denken. Immerhin nahm es eine große Zahl Franzosen gefangen und erbeutete 4 Maschinengewehre, aber die Gefechte kosteten zu viel Blut (Gefallene sechs Offiziere, 20 Unteroffiziere und 131 Mann). Mitte Mai wurde das Regiment herausgelöst und in Flandern wieder aufgefrischt. Am 20. Juli 1918 übernahm Major August Vogel das Kommando über das Regiment. Am 16. August 1918 richtete sich das Regiment bei in Pusieux zur Verteidigung ein. Zum 21. August 1918 traf das Regiment die Wucht des englischen Angriffs, so dass es kämpfend ausweichend neu Stellung ostwärts Achiet le Petite bezog. Dort konnte es zwar halten, aber der Gegenangriff der anderen Regimenter der 4. Infanterie-Division (5. Infanterie-Regiment und 5. Reserve-Regiment) ging im feindlichen Feuer unter. Als dann am 23. August die Engländer in die rechte Flanke der 4. Infanterie-Division fielen, wurde die 4. Infanterie-Division durch die 6. Reserve-Division abgelöst und ab 24. August als Reserve in Morchies in Bereitschaft gehalten. In dieser Woche verlor das Regiment sieben Offiziere und 52 Mann an Gefallenen, 15 Offiziere und 265 Mann an Verwundeten sowie 14 Offiziere und 669 Mann als Vermisste. Von 28. September bis 28. Oktober 1918 wurde das Regiment auf den Höhen zwischen Liry und Marvaux eingesetzt. Am 2. und 3. Oktober 1918 hatte es nochmals schwere Abwehrkämpfe zu bestehen, ohne Gelände aufgeben zu müssen. Am 29. Oktober 1918 wurde das Regiment zur Grenzsicherung in Tirol nach Bad Aibling in Marsch gesetzt, wo es am 3. November eintraf. Danach verlegte es durch die zurückflutenden Truppenteile der in völliger Auflösung befindlichen k.u.k. Armee über Kufstein und Innsbruck zum Brenner. Am 6. November 1918 bezog das I. Bataillon in der Franzensfeste, das II. vor Sterzing und das III. auf dem Jaufenpass Stellung.
Das Regiment verlor insgesamt an
- Toten: 88 Offiziere, 299 Unteroffiziere und 3271 Mannschaften
- Vermissten: zwei Offiziere, 32 Unteroffiziere, 312 Mannschaften
- Krankheit/Unfall Verstorbenen: zwei Offiziere, 18 Unteroffiziere, 114 Mann.

32 Offiziere, drei Ärzte, 166 Unteroffiziere und 1059 Mannschaften gerieten in Gefangenschaft.
Die letzten Kriegsgefangenen wurden erst im Sommer 1920 aus der Kriegsgefangenschaft entlassen.

### Verbleib
Nach dem Waffenstillstand zog das Regiment über Hall, Lenggries sowie Bad Tölz ab und erreichte am 2. Dezember 1918 seinen Heimatstandort Würzburg. Dort erfolgten die Demobilisierung und im Juni 1919 die Auflösung. Aus Teilen bildeten sich verschiedene Freiformationen, die später im Reichswehr-Infanterie-Regiment 45 aufgingen.
Ein Zusammenschluss früherer Angehöriger des Regiments nannte sich die „Neuner“.
Die Tradition des Regiments übernahmen in der Reichswehr die 1. und 4. Kompanie des 21. (Bayerisches) Infanterie-Regiments in Würzburg.